# Jean-Baptiste Charles Joseph Bélanger
Pour les articles homonymes, voir Bélanger.

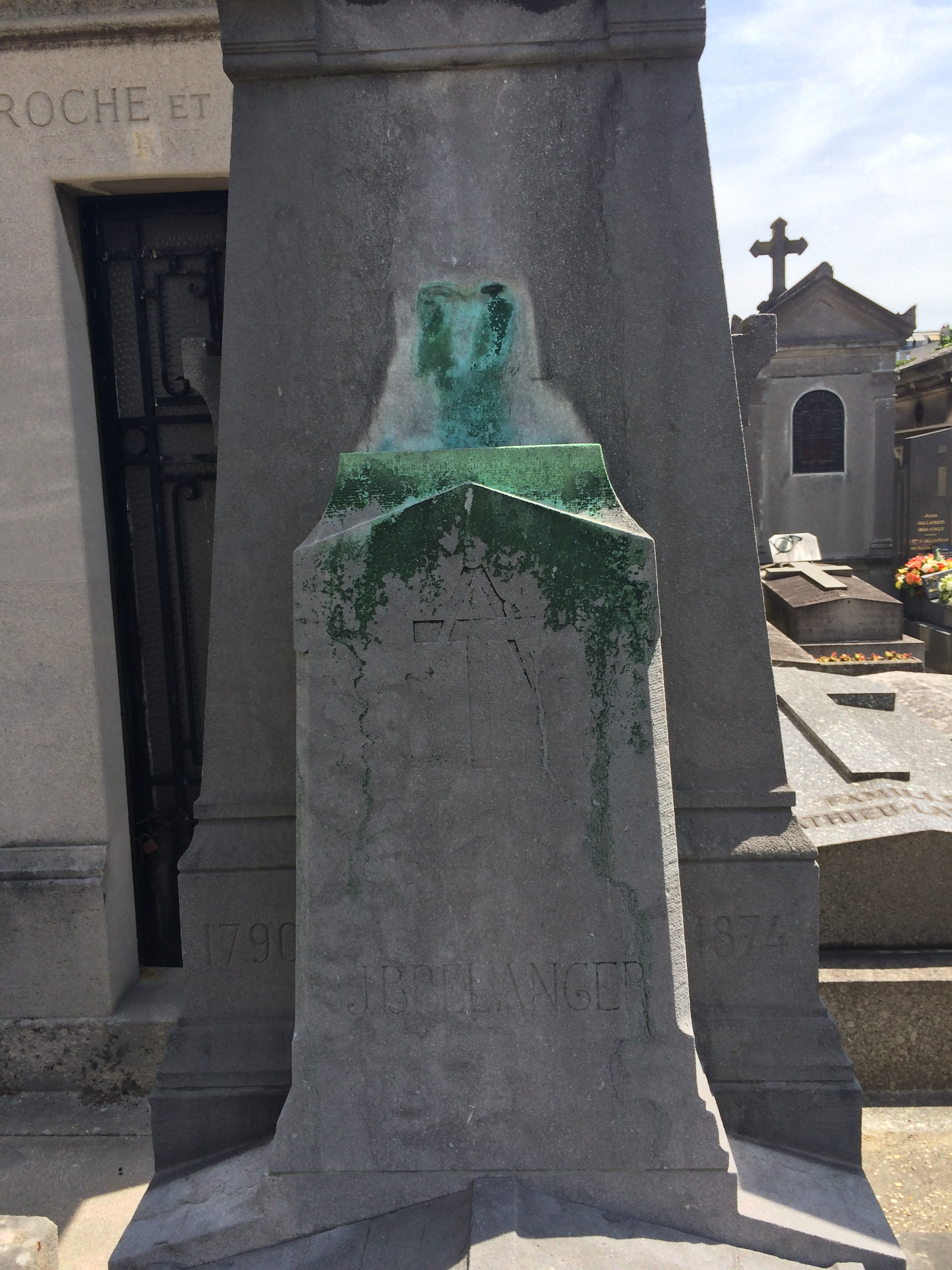
Tombe de J.-B. Bélanger au cimetière ancien de Neuilly-sur-Seine (Hauts-de-Seine). L'oeuvre qui ornait sa tombe a disparu.

Jean-Baptiste Charles Joseph Bélanger, né le 4 avril 1790 à Valenciennes, mort le 8 mai 1874 à Neuilly-sur-Seine, est un mathématicien français.
Il est l'auteur de plusieurs ouvrages scientifiques très estimés. En 1828, il développe l'équation du remous pour les écoulements à surface libre graduellement variés, et, en 1838, l'équation de Bélanger, qui décrit un ressaut hydraulique dans un canal ouvert rectangulaire.

## Biographie
Fils de Charles-Antoine Aimé-Joseph Bélanger, maître-serrurier à Valenciennes, et de Françoise Josèphe Fauconnier.
Sa vie est retracée dans une notice rédigée par son petit-neveu Charles Bélanger, sur la demande de la Société des arts et des sciences de Valenciennes à l'occasion de l'inauguration d'une plaque commémorative sur la maison où il est né.
Polytechnicien de la promotion 1808, puis ingénieur des ponts et chaussées, il trace des routes, étudie pour les canaux les questions touchant l'hydrodynamique, travaille aux premières études pour la création du chemin de fer sur la ligne Paris-Rouen-Le Havre.
Il enseigne à l'École polytechnique, à l'École des ponts et chaussées et à l'École centrale des arts et manufactures. C'est dans cette dernière école qu'il est le professeur de mathématiques de Gustave Eiffel, qui l'admire tant et veut lui rendre hommage en inscrivant son nom sur sa tour entre ceux de Georges Cuvier et de Joseph-Louis Lagrange.

## Hommages
Son nom est inscrit sur la Tour Eiffel.